# Leptobatopsis maai
Leptobatopsis maai är en stekelart som beskrevs av Setsuya Momoi 1968. Leptobatopsis maai ingår i släktet Leptobatopsis och familjen brokparasitsteklar. Inga underarter finns listade i Catalogue of Life.